# 天色*アイルノーツ
『天色＊アイルノーツ』（あまいろ アイルノーツ）は、ゆずソフトによって開発され、株式会社オーバーから2013年7月26日に発売された、Windows専用の18禁恋愛アドベンチャーゲームである。本作はゆずソフトの第7作目となる作品で、前作の『DRACU-RIOT!』から1年半ぶりの新作である。
物語の舞台は、エルフやセリアンスロープ（獣人）などの架空の種族が住む空に浮かぶ島である。本作のコンセプトは「キャラ萌え」であり、シナリオは、空に浮かぶ島で教鞭を執る主人公が生徒や同僚の女性たちと恋仲になるという展開である。
2013年に発売された美少女ゲームの中で、本作は一二を争う売り上げを達成している。また、2013年に発売された美少女ゲームが対象の人気投票では、総合部門で最高5位を達成している。
2013年から2014年にかけ、KADOKAWAから出版されている漫画雑誌・『コミックアライブ』に本作の漫画版が掲載され、後に単行本が発売された。

## ゲームシステム
本作は、作中に出現する選択肢により各ヒロインの好感度が加算され、ストーリー展開が変化する恋愛アドベンチャーゲームである。初回のプレイではメインヒロイン4名のいずれかしか攻略できず、そのストーリーをエンディングまで見ると、次回以降のプレイではサブヒロイン2名のストーリーへ分岐する選択肢が出現する。ヒロインの好感度の値によっては、誰とも結ばれないノーマルエンドとなる場合もある。ゲームを1回以上クリアすると、起動直後のトップメニューにCGやBGMを鑑賞できるメニューが追加される。またクリアしたヒロインのアフターストーリーがプレイ可能となる。

## 世界観
本作は、エルフやセリアンスロープなど現実には存在しない種族と人間が共存する「ライゼルグ」という架空の島が舞台のゲームである。この島には、主人公とヒロインたちが通うフェン・シクリッド女学院がある。
ライゼルグは、日本の上空に浮かびさまざまな種族が住む島で、観光地として知られている。物語が始まる数十年前に日本近海の上空に突如現れた後、日本との交渉の末にライゼルグは独立国家として認められ、ライゼルグ市国という国が設立された。ライゼルグ内は中世ヨーロッパ風の町並みで、機械ではなく魔法道具が普及している。ライゼルグにはヒト・エルフ・セリアンスロープなど多種多様な種族が住んでいる。日本からはパスポートなしで入国でき、移動にはゴンドラが用いられる。ただし、日本とライゼルグの行き来には時間がかかり、日帰りには向かない。宿泊施設が多く観光に力を入れているが、移住には慎重で厳しい審査が行われる。
ライゼルグ内には、フェン・シクリッド女学院というさまざまな種族が通う教育機関が存在する。この学院はライゼルグにある唯一の学院であり、設立からまだ5年と経っていない。校舎は広いが、学生数は約100人で、そのうち留学生は10人ほど。ヒト・エルフ・セリアンスロープなど、多種多様な種族が通っている。日本の教育を見習って高いレベルの教育が行われており、留学先として人気がある教育機関である。主人公やヒロインたちが通う学院でもある。
本作では、エルフやセリアンスロープという架空の種族が登場する。エルフはヒトよりも耳が長く、伝統文化を重んじるという特徴がある。伝統文化を守るため、他の種族との交際には消極的な種族である。セリアンスロープには獣のような耳と尻尾が生えており、身体能力はヒトよりも遥かに高い。また、セリアンスロープは恋を我慢し続けると二度と恋ができなくなるという性質を持つ。

## あらすじ
主人公・鷺ノ森 透は、とある事件から教師を続ける自信を失っていたが、恩師から誘いを受けてライゼルグにあるフェン・シクリッド女学院で教師として働き始める。透はエルフやセリアンスロープが住むライゼルグで、6人の女性——優等生で同人活動を行うシャーリィ・ウォリック、献身的な留学生の天霧 夕音、再会した従妹で留学生の白鹿 愛莉、セリアンスロープかつ酒場の看板娘である真咲・ガイヤール、透の同僚教師でエルフのティア・ホーエンヴェルフェン、記憶喪失の少女である火宮 木乃香——と出会う。透は教師生活を送りながら、やがてある女性と親密な仲になっていく。

### シャーリィルート
シャーリィはとある出来事からトラウマを思い出し、自室にこもるようになる。透はシャーリィの元を訪れ、彼女に「世界の温かさ」を教える。トラウマを克服したシャーリィは、透の人柄に魅了されて恋に落ちる。
透と付き合い始めたシャーリィは、透が教師を続ける自信をなくした原因を知る。透は以前にいた学園で、教え子・上月 奈津美が受けていたいじめに対して有効な対策ができなかった。そのことを知ったシャーリィは、「世界温暖化計画」と称して透を立ち直らせるために奔走する。シャーリィは奈津美から本音を引き出し、それを透に届ける。奈津美からの感謝の言葉を聞いた透は、見事に自信を取り戻す。

### 夕音ルート
日本にいた頃に走高跳で挫折を味わった夕音は、周りからの期待が重荷になり、ライゼルグに留学した。挫折経験を得て、夕音は「人の役に立ちたい」と考えるようになり、ライゼルグでは献身的に人に尽くす。特に透に対しては、彼の隣の部屋に引っ越してきてまでかいがいしく世話をし始める。やがて透と夕音はお互いに惹かれ合っていく。
そんな折に夕音の父親が入院し、経済状況の悪化からライゼルグへの留学が続けられなくなる。ライゼルグでの生活をあきらめる夕音だったが、透から結婚を前提とした交際を申し込まれ、考えを改める。再び走高跳に挑戦し、大会で結果を出して奨学金を得て、ライゼルグに戻ることを決意する。日本で孤独に努力を続けた夕音は、大会当日になって不安に襲われる。しかし、応援に駆けつけた恋人と友人を見て、迷いのない跳躍を行い見事に大会準優勝という結果を出す。

### 愛莉ルート
愛莉は、従兄である透に1人の女の子ではなく子供としてしか見られていないことに、不満を感じていた。そこで、大人の魅力作りに挑戦するも、ことごとく失敗する。愛莉の行動の裏に隠された想いを知った透は、秘めていた想いを彼女に打ち明ける。
そんな折に、愛莉の成績低下が問題になる。愛莉は成績優秀者として留学しているため、留学が取り止めになる可能性が生じる。透は教師という立場を重んじて私情を捨て、愛莉に日本に戻ることを勧める。しかし、愛莉の寂しそうな顔を出立の日に見て、結局は「行くな」と自分の気持ちを正直に伝えるのだった。

### 真咲ルート
牙と爪の獣亭という、宿泊施設かつ酒場を経営する真咲の父親・オーウェン・ガイヤールが、突然に入院することになる。落ち込む真咲に対して透は、店主不在で休業中である酒場を再開することを持ちかける。学生と透のみで店を切り盛りするうちに、徐々に真咲は元気を取り戻す。真咲は、自分のためにさまざまなことをしてくれた透に恋心を抱き始める。
透も真咲を好きになり告白するが、真咲には断られてしまう。それはライゼルグ市国の国民ではない透が、いつか自分の前から消え去ってしまうという不安からだった。真咲は透への恋をあきらめようとするが、それは真咲にとっては一生恋をしないという決断をしたことを意味する。ハーフのセリアンスロープは、無理に恋をあきらめようとすると、二度と恋ができなくなる可能性があるのだった。透は、真咲と一緒にいるためにライゼルグに帰化する意思を伝え、真咲の不安を取り除く。

### ティアルート
透は同僚教師であるティアに、「自分は恋愛経験がない」と相談され、練習と称して彼女と付き合うことになる。次第にお互いに練習以上の熱がこもっていくが、ティアは本当に付き合うことには乗り気にならない。それは、ティアの一族はエルフの中でも保守的な考えを持ち、彼女は同族であるエルフと結婚することを望まれているからだった。
ある日、花の会というエルフのお見合いイベントにティアが強制的に参加させられることが決まる。花の会の当日に、透への愛を貫くためにエルフとの婚姻ができなくなるタブーをティアは犯す。そこに透が駆けつけ、エルフの文化に則った方法で、ティアに求婚をする。ティアの親族は、花の会での透の行動を聞いて、エルフの伝統に理解がある者ならばということで結婚を承諾する。

### 木乃香ルート
透は、キャンプ場で記憶喪失の少女・木乃香と出会い、彼女を保護する。牙と爪の獣亭で木乃香と一緒に暮らし始めた透は、彼女が人並みの執着心を持っていないことに気が付く。透は、木乃香が大切だと思えるものができるように促す。見ず知らずの人間に対しても優しい透に、木乃香は心を開いていく。
透の友人の調査により、木乃香の身元が判明する。彼女は過去に日本で失踪した少女だった。自分の身元が判明しても記憶は元に戻らない木乃香だったが、透に後押しされて日本を訪れ、離れ離れになっていた家族と再会を果たす。

## 登場人物

### 主人公とメインヒロイン
鷺ノ森 透（さぎのもり とおる）
本作の主人公である、青年教師。ある事件から教師としての自信を失い、教師をやめるかどうかを悩んでいたところ、恩師に誘われてライゼルグにある女学院に赴任する。穏やかで優しい性格だが、ときには生徒のことで熱くなることもある。生真面目な印象を持たれるが、相手に合わせる柔軟性もある。授業が面白いと評判で生徒から人気があるが、話が脱線してしまうことも多い。
シャーリィ・ウォリック (Shirley Warwick)
声 - 北見六花
フェン・シクリッド女学院に通う少女。ライゼルグの出身であり、政治家を代々輩出する名家のお嬢様である。兄であるレナード・ウォリックはライゼルグの議会代表者を務めている。真面目で快活な性格で、成績も優秀という才色兼備な少女。絵を描くのが得意で、その腕前はコンクールで表彰されるほどである。同人活動を趣味としており、同人誌のネタとしてエッチな妄想をしているところを友人たちによく咎められる。妄想がちではあるが、自身の恋愛に関しては初心な面がある。
天霧 夕音（あまぎり ゆね）
声 - 登代田瀬良
日本からライゼルグへ留学してきた少女。日本にいたときは陸上部に所属していた。丁寧な言葉遣いをし、落ち着いた雰囲気をまとう大和撫子である。家事が得意なことと献身的な性格から、他人をお世話したいという気持ちが強い。行き過ぎた献身欲のため、親しい人に「ご主人様になって下さい」と懇願することがある。とある理由から透のメイドとなる。
白鹿 愛莉（しらが あいり）
声 - 夏野こおり
日本からライゼルグへ留学してきた少女で、透の母方の従妹。留学先のライゼルグでは、透と同じ屋根の下で暮らすことになる。透とは幼いころに会ったことがあるだけで、長らく会っていなかった。素直な性格だが、すぐに緊張してしまう癖があるため、自分の思いを伝えるのが苦手である。内面・外面の両方とも子供っぽいことを自覚しており、どちらも治したいと考えている。メインヒロインが巨乳ばかりの中で唯一の貧乳ヒロインであり、自身も胸が小さいことを気にしている。
真咲・ガイヤール（まさき ガイヤール〈Gaillard 〉）
声 - 桐谷華
透の下宿先である牙と爪の獣亭の一人娘。獣耳と尾を生やすセリアンスロープの少女である。母親は日本人で、子供の頃から別居している。快活な性格だが大人っぽい面もあり、周囲をまとめることが多々ある。美味しい食べ物を食べるのが好きで、ドーナツをよく好んで食べる。ヒロイン中、最大の巨乳の持ち主である。

### サブヒロイン
ティア・ホーエンヴェルフェン (Tia Hohenwerfen)
声 - 雪野玉
透の同僚教師で、エルフの女性。真面目な性格だが粗忽者で、行き過ぎた妄想をして暴走することが多い。教師というイメージを出すために伊達眼鏡をかけている。恋愛経験がないことにコンプレックスを抱いている。
火宮 木乃香（ひのみや このか）
声 - 雪都さお梨
透の教え子である少女。透たちが泉の広場でキャンプをしていた際に、彼の目の前に突然現れた。自分の名前以外が思い出せないという記憶喪失に罹っており、オーウェンを保護者として牙と爪の獣亭に住むことになる。常にやる気がなさそうな雰囲気をまとっている。クールな性格で口数が少ないが、ノリがよく、透を困らせるようなネタを披露することがしばしばある。ゆずソフト初となる、褐色肌の少女である。制服で隠れているが、実は胸が大きい。

### サブキャラクター
フランチェスカ・パラミディ (Francesca Palamidi)
声 - 井ノ上花
透の教え子の1人で、イタリアから留学してきた少女。オタク文化好きが高じて、獣耳っ子がいるライゼルグに留学した。男性向け・女性向けを問わず、幅広くアニメやゲームを楽しんでいる。性格は明るく元気である。
三刀屋 実里（みとや みのり）
声 - 真中海
透の大学時代からの友人である女性。日本とライゼルグの間を行き来し、家業である輸入業を営んでいる。扱う商品は幅広く、食材から同人誌までライゼルグに輸入している。快活な性格で、透にとっては女友達というよりも男友達のような関係である。職業柄ライゼルグの事情に詳しいため、ライゼルグで透と偶然再会してからは、透をさまざまな場面で手助けしてくれる。
オーウェン・ガイヤール (Owen Gaillard)
声 - 風霧瞬
牙と爪の獣亭という宿泊施設かつ酒場を営むセリアンスロープの男性。真咲の父親だが彼の場合は純血で、獣のような姿をしている。豪快な性格だが、料理の腕前は一流である。酒場は彼の料理が目当ての客で賑わっている。
レナード・ウォリック (Leonard Warwick)
声 - 大石恵三
シャーリィの兄で、ライゼルグ市国の議会代表。シャーリィとは歳が離れていて、かつては忙しい親の代わりにシャーリィの世話をしていた。有能な政治家ではあるが、私生活はだらしがない。妹思いの優しい兄である。
虎倉 博巳（こぐら ひろみ）
声 - 一条和矢
透の先輩教師。妻子持ちである。女学院の創立当初から働いているベテラン教師であり、透を何かと手助けしてくれる。透と同じく久能ゼミの卒業生である。仕事には真面目だが、本来は細かいことを気にしない性格である。ストレスが溜まると酒を飲んで忘れようとする。

## 開発

### スタッフ
制作に関わったスタッフの大半は、前作『DRACU-RIOT!』と同じである。本作は、ゆずソフトのメインライターである天宮りつが企画を行った。シナリオを担当したのは、天宮りつの他、『のーぶる☆わーくす』や『DRACU-RIOT!』などで過去にゆずソフトのシナリオライターを務めたことがあるJ・さいろー、ゆずソフトの作品に初参加の鏡遊と紺野アスタである。原画はゆずソフトのメイン原画家であるむりりんとこぶいちが担当し、SD原画はこもわた遙華が担当した。オープニングテーマやエンディングテーマ、BGMの作曲は、ゆずソフトの代表であるFamishinが担当した。ディレクターはCG彩色も手掛けた煎路が担当した。ムービー制作は、ゆずソフトに所属するろどが担当した。

### 企画
本作の企画は前作『DRACU-RIOT!』が発表された2011年の秋頃から始まり、2012年5月から本格的に開発が始まった。第7作目は、本作の企画とミリタリー系の企画の2つ（どちらも天宮りつが提案）でどちらにするか揉めたが、『DRACU-RIOT!』がシリアスな話だったため、第7作目はかわいい系の作品にしようということで、本作の企画が採用された。企画の方向性が「現代がベースのファンタジー学園モノ」に決まり、この方向性に合うシナリオライターで実績の高い鏡遊と紺野アスタをゆずソフトは起用した。初期案では、主人公は教師ではなく、舞台となる島も空に浮かんではいなかった。しかし、過去作と意図的に設定を変えるため（特に島という設定は前作『DRACU-RIOT!』と同じため）、主人公を教師に、ゲームの舞台を空に浮かぶ島に天宮りつが企画を変更した。作品のコンセプトは「キャラ萌え」であり、必要以上にシリアスな展開にならないように気をつけながら制作された。島の内部は中世ヨーロッパ風の景観と決まり、煎路・ろどがドイツ南部に1週間ほどの取材を行った。

### タイトル
タイトルは2012年の夏頃に決まった。始めに煎路が「天色」という名称を考えだし、もう少し長い名称にしようということになり、むりりんが「アイルノーツ」という名称を考案した。「アイルノーツ」は、「島 (Isle)」＋「乗組員 (Nauts)」を組み合わせ、「天色の空に浮かぶ島に住んでいる人たち」を意味している。また、タイトルにあるアスタリスク（＊）は、6人のヒロインたちを指しており、「小さな星」という意味が込められている。

### キャラクターデザイン
メインヒロイン4人は美少女ゲーム雑誌上でキャラクターデザインの経緯が明かされている。
シャーリィのデザインは、メインヒロインらしく華やかで地味にならないように気をつけながら行われた。デザインに一番時間がかかったヒロインであり、髪の毛のボリュームとパーマのかかり具合でスタッフ間で意見が一致せず、何度も微修正が行われた。
夕音は「大和撫子」「潜在的なサディスト」というコンセプトでデザインが行われた。夕音はしっとりとした黒髪に見えるように描かれた。
愛莉は、スタッフから「ふわふわとしたツインテールの少女になるように」と注文を受けて原画担当のこぶいちがデザインした。それだけだと地味に見えるので、カーディガンを着せたりネクタイをリボン風にしたりとこぶいちは工夫を凝らした。愛莉の髪の色には、彼女の慎ましい性格を考慮して、薄い青色が採用された。
真咲は、明るく元気な感じにデザインされている。真咲の獣耳と尻尾は狼を参考にして描かれた。この獣耳という設定は、ディレクターである煎路の「ファンタジー世界では耳キャラが必須」という意見により決まった。
メインヒロイン4人が通うフェン・シクリッド女学院の制服は、開発初期の真咲の服デザインが流用され、色はスタッフ間で話し合って決められた。

### 広報活動
広報活動として、美少女ゲーム雑誌と公式サイトでの情報公開や、キャラクターソングの発売、スマートフォン向け時計アプリの配布、他ブランドとの合同キャンペーン、コミックアライブでの漫画の連載が行われた。本作の発表は2013年2月に行われた。2013年2月末発売の美少女ゲーム雑誌（『PUSH!!』の2013年4月号や『DENGEKI HIME』の2013年4月号など）にて、本作の情報が公開された。2013年2月21日には公式サイトが公開され、後にホームページやブログ用の応援バナーやTwitter用の素材が配布された。2013年4月から5月にかけ、メインヒロイン4人のキャラクターソングが発売された。2013年5月12日には、iOS向けの時計アプリ・「天色＊時計」が無料で配布された。2013年6月14日からは、SAGA PLANETSの作品である『カルマルカ*サークル』との合同バナーキャンペーンが行われた。『コミックアライブ』では、2013年9月号から2014年3月号まで本作の漫画版が連載された。

## 音楽

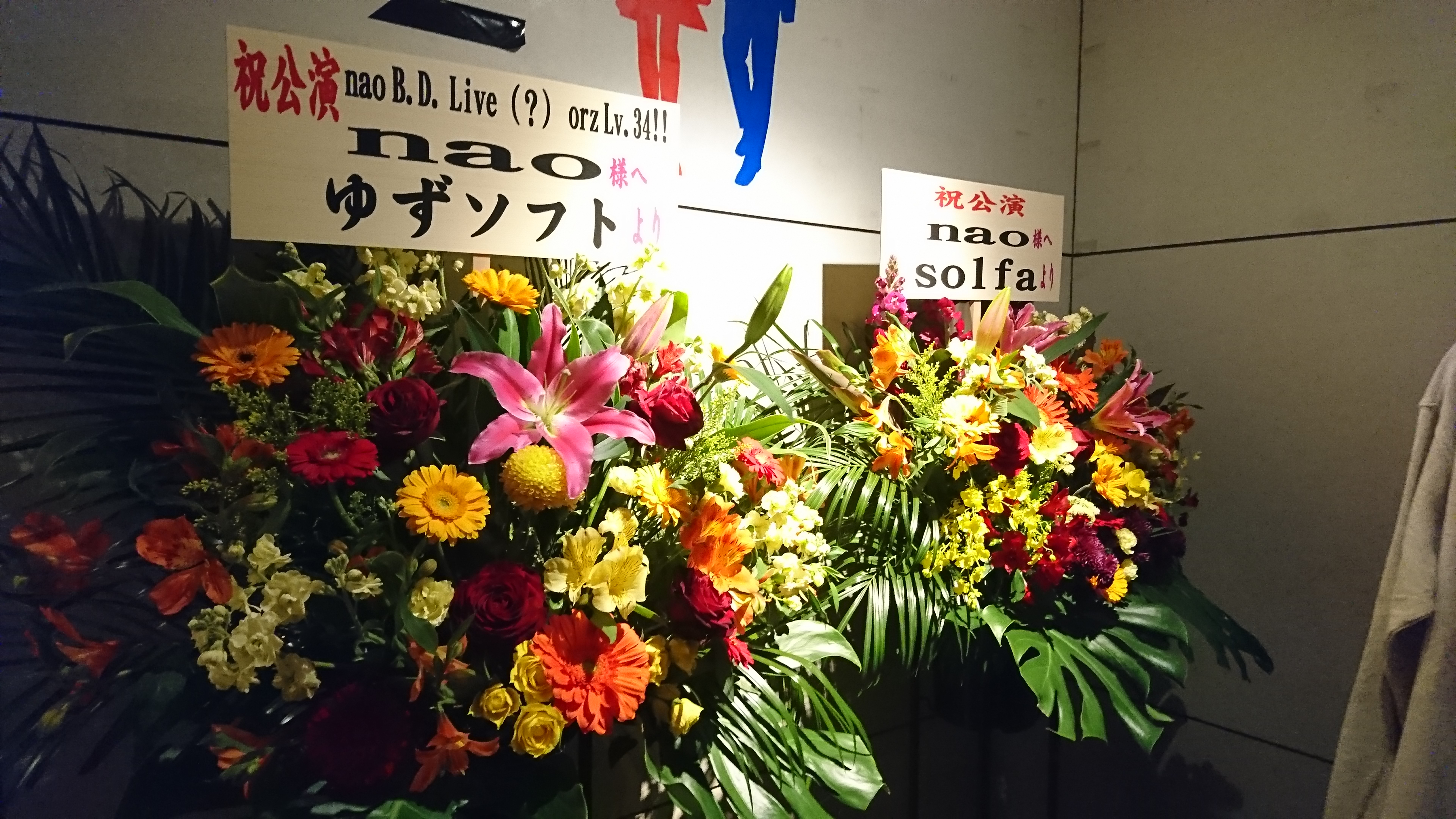
本作の主題歌を担当したnaoに対し、ゆずソフトから贈られたフラワースタンド（左）（Zirco Tokyoにて2019年1月27日撮影）

オープニングテーマ・エンディングテーマとしてそれぞれ「Blue-Love Chime」・「天色」という歌謡曲があり、ゲーム中には演出としてBGMが流れる。オープニングテーマである「Blue-Love Chime」は、作詞・作曲・編曲をそれぞれ神代あみ・Famishin・森まもるが担当した。ボーカルを担当したのはnaoであり、榊原ゆいが主題歌を担当しない初めてのゆずソフト作品となった。エンディングテーマである「天色」は、作詞・作曲・編曲をそれぞれ中山マミ・Famishin・井ノ原智が担当した。「天色」は、Famishinの要望により、メインヒロイン4人の声を担当した声優（北見六花、登代田瀬良、夏野こおり、桐谷華）が歌っている。「天色」の作曲は、エンディングらしさがあり、斉唱ができる曲という意図で行われた。「天色」の歌詞は、Famishinによれば「ゲーム後に聞くとぐっとくる内容」になっている。BGMは全てFamishinによって作曲された。BGMは前作『DRACU-RIOT!』から少し増え41曲となっており、生楽器を使用して収録された曲がある。オープニングテーマ・エンディングテーマ・BGMは全て『天色＊アイルノーツ オリジナル・サウンドトラック』に収録されている。

## 反響

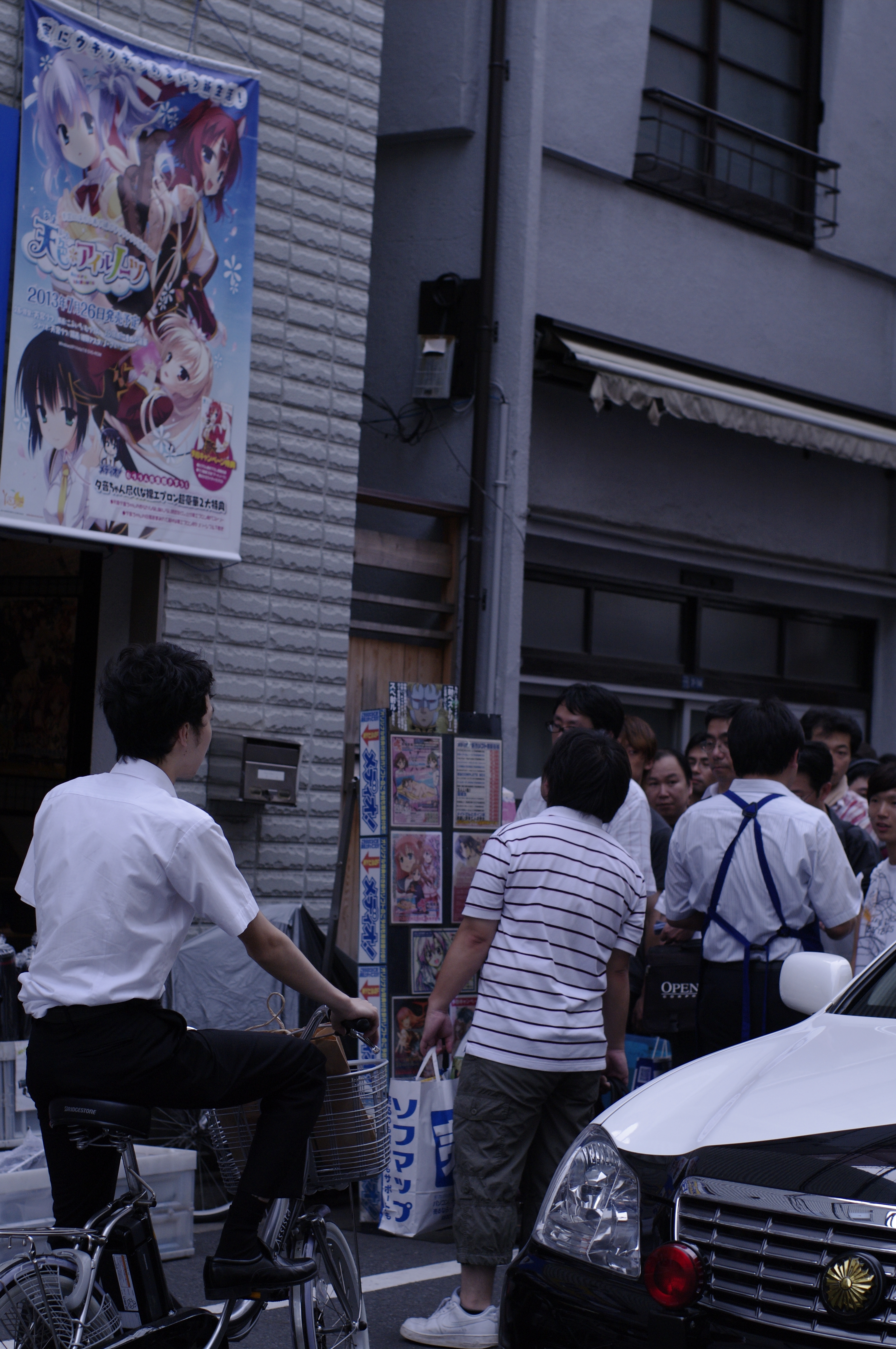
発売日当日におけるメディオ！秋葉原店前の行列。左上に本作のタペストリーが飾られている（2013年7月26日撮影）

### 売り上げ
本作は、月間と年間の売り上げランキングで1位を獲得した。発売月（2013年7月）の美少女ゲーム売り上げランキングでは、『PUSH!!』・『Getchu.com』・『TECH GIAN』・『BugBug』の全てで1位となった。『Getchu.com』の売り上げランキングでは、翌月の2013年8月でも11位にランクインした。2013年の美少女ゲーム年間売り上げランキングでは、『BugBug』による集計で1位を、『PUSH!!』と『Getchu.com』による集計で2位を獲得した。本作の具体的な販売本数は各売り上げランキングや『天色＊アイルノーツ オフィシャルビジュアルファンブック』でも明かされていない。

### 人気投票
| 部門名       | Getchu.com | TECH GIAN | BugBug   |
| ------------ | ---------- | --------- | -------- |
| 総合         | 12位       | 6位       | 5位      |
| シナリオ     | 圏外       | 6位       | 17位     |
| グラフィック | 6位        | 3位       | 部門なし |
| 音楽         | 9位        | 3位       | 5位      |
| システム     | 圏外       | 圏外      | 13位     |
| ヴォイス     | 部門なし   | 部門なし  | 5位      |
| ムービー     | 3位        | 部門なし  | 部門なし |
| エッチ       | 圏外       | 5位       | 6位      |

美少女ゲームを対象とする人気投票で、本作はさまざまな部門で10位以内に選ばれた。まず、本作の発売月（2013年7月）に出た美少女ゲームを対象とする、『Getchu.com』が集計した人気投票では、2位に選ばれた。2014年には、2013年に発売された数百本の美少女ゲームを対象とする人気投票が、『Getchu.com』・『TECH GIAN』・『BugBug』の主催でそれぞれ行われた。キャラクター部門以外の結果を「2013年発売の美少女ゲーム人気投票」という表に示す。キャラクター部門の結果を人物ごとにまとめると以下のようになる。
- シャーリィ・ウォリックは『Getchu.com』・『TECH GIAN』・『BugBug』でそれぞれ5位[78]・8位[70]・10位[13]を獲得した。
- 天霧 夕音は『TECH GIAN』10位を獲得した[70]。
- 真咲・ガイヤールは『Getchu.com』・『BugBug』でどちらも15位を獲得した[78][13]。

### 批評
『BugBug』誌上にて、本作の評価記事と人気投票結果の分析記事が掲載された。『BugBug』の「2013年読者が選ぶ美少女ゲーム年間ランキング」では、総合部門でのコメントにて、「ヒロインの心の変化に重点を置いた」作品と紹介された。同じくコメントにて、随所でヒロイン視点の文章が表示されて「恋愛初心者のヒロインたちが徐々に恋心を自覚する姿を繊細に描写」していると評価された。『BugBug』の「編集部㊙座談会2013」にて、漫画家である大石コウは「とにかくキャラが可愛くて仕方がない」とキャラクターデザインを評価した。また、本作は個人的には2013年のベストゲームだと大石コウは述べている。同じく「編集部㊙座談会2013」にて、本作が「2013年読者が選ぶ美少女ゲーム年間ランキング」にてサウンド部門で5位に選ばれた理由について、主題歌とキャラクターソングの人気が要因だと推測された。

## 関連商品

### 音楽
天色＊アイルノーツ オリジナル・サウンドトラック
本作のサウンドトラック。ゲーム本編で使用されたBGM41曲とボーカル曲を収録している。収録曲はゲームで使われた音源そのままではなく、サウンドトラック用にマスタリングされている。
天色＊アイルノーツ キャラクターソングVol.1 「シャーリィ・ウォリック」
2013年4月19日発売。シャーリィのキャラクターソング・「step forward」が収録されている。
天色＊アイルノーツ キャラクターソングVol.2 「天霧夕音」
2013年5月2日発売。夕音のキャラクターソング・「私だけの空」が収録されている。
天色＊アイルノーツ キャラクターソングVol.3 「白鹿愛莉」
2013年5月17日発売。愛莉のキャラクターソング・「アオゾラキャンバス」が収録されている。
天色＊アイルノーツ キャラクターソングVol.4 「真咲・ガイヤール」
2013年5月31日発売。愛莉のキャラクターソング・「大好きなんだ」が収録されている。
キャラクターソングCDを全て購入すると、オリジナル薄型マウスパッドをプレゼントするキャンペーンが実施された。

### 書籍
天色＊アイルノーツ
2014年2月に発行された、本作の漫画版。コミックアライブの2013年9月号から2014年3月号まで連載されていた。原作はゆずソフトで、作画は季月えりか。ISBN 9784040662770。
天色＊アイルノーツ オフィシャルビジュアルファンブック
2014年1月24日に発売された、本作のビジュアルファンブック。キャラクターの初期設定や制作スタッフの座談会などが収録されている。げっちゅ屋で2014年1月16日から2月15日に集計された本の売り上げランキングで1位を獲得した。

### その他
天色*時計
本作のiOS向け時計アプリ。メインヒロインが時刻を声で知らせる機能や目覚まし機能が搭載されている。
他にもグッズとしてメインヒロインたちのフィギュア（シャーリィ、夕音）やマウスパッド（シャーリィ、夕音、愛莉、真咲）、抱き枕カバー（シャーリィ、夕音、愛莉、真咲）などが発売された。